# Relitto di Mahdia

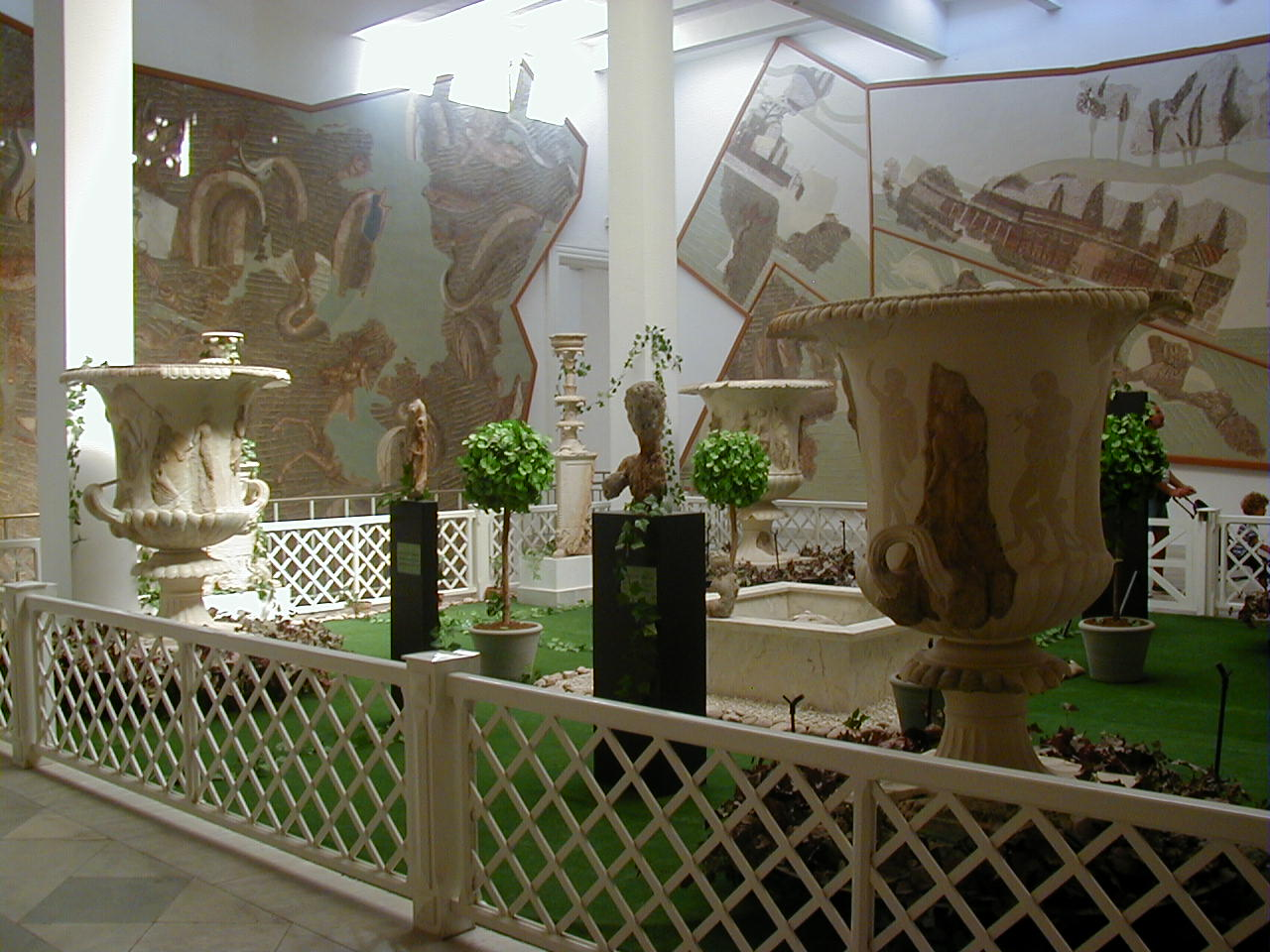
Riproposizione di elementi del carico del relitto di Mahdia in un allestimento da giardino al Museo nazionale del Bardo

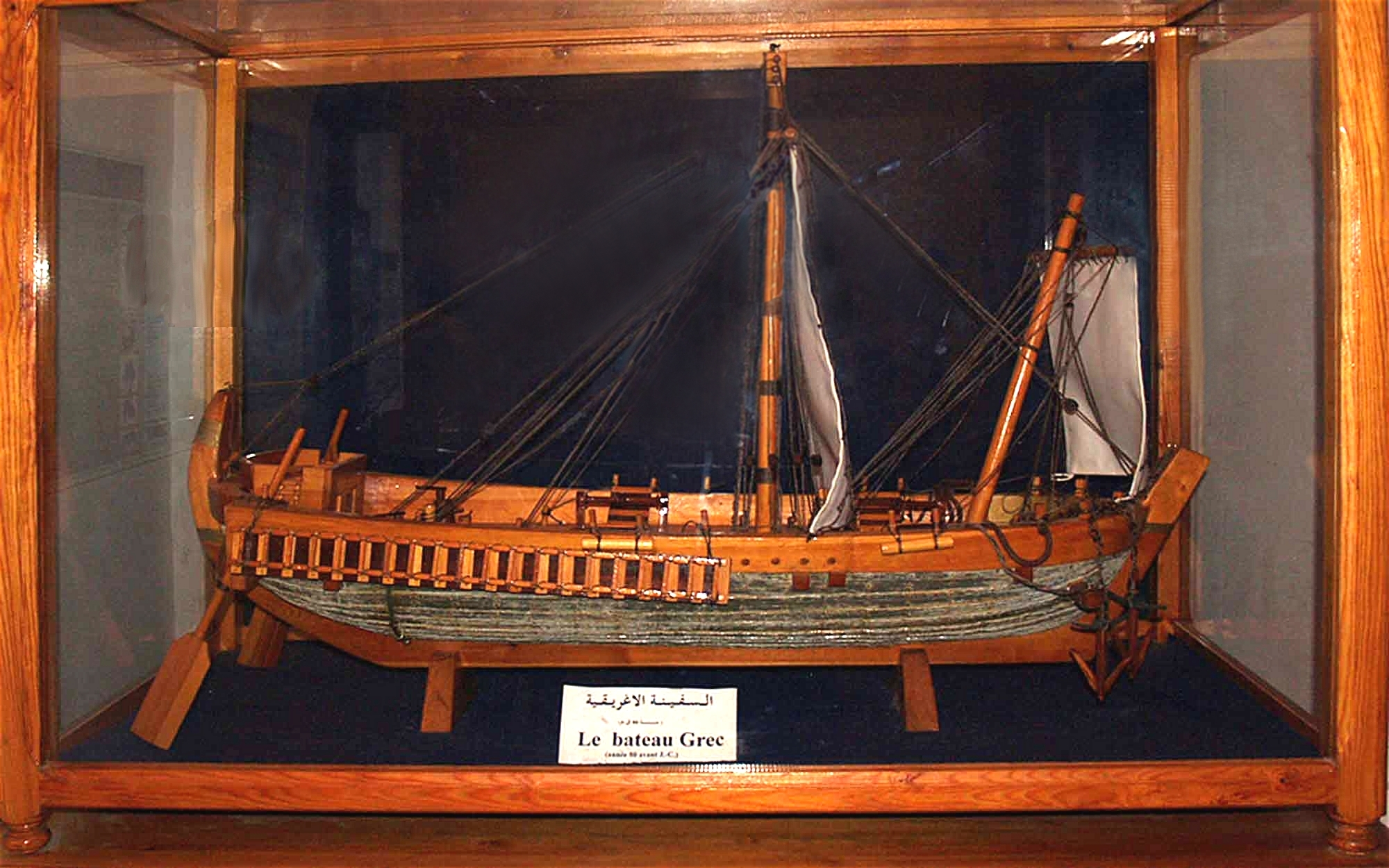
Ricostruzione della nave del relitto di Mahdia nel Museo del Bardo

Il relitto di Mahdia è un sito archeologico subacqueo situato circa 5 km al largo della città tunisina di Mahdia, a metà strada tra le antiche città di Tapsus e di Sullecthum.
Il sito ha restituito i resti di un'antica nave mercantile greca naufragata nel I secolo a.C., che trasportava opere d'arte ed elementi architettonici. Lo studio del carico della nave è stato importante per comprendere meglio i gusti dei committenti e la circolazione delle opere
Il sito fu scoperto casualmente agli inizi del XX secolo e fu scavato sistematicamente in diverse campagne dall'archeologo francese Alfred Merlin fino al 1913, quando gli scavi si arrestarono per mancanza di fondi. Insieme allo scavo del relitto di Anticitera, scoperto nell'anno 1900, ha costituito l'inizio della disciplina dell'archeologia subacquea.
La maggior parte delle opere d'arte rinvenute sono custodite presso il Museo nazionale del Bardo di Tunisi e solo poche sono custodite presso il locale Museo di Mahdia.

## Storia del ritrovamento

Ricostruzione grafica della nave del relitto di Mahdia

Il relitto era situato a 4,8 km al largo del capo Africa, a una profondità di 39–40 m, su un fondale piatto e sabbioso.
Fu scoperto casualmente nel 1907 da pescatori di spugne greci che lavoravano per un armatore di Sfax. Il tentativo compiuto dagli scopritori di vendere alcuni oggetti sottratti al relitto, attirò l'attenzione della Direzione delle antichità (poi l'Istitut national du patrimoine della Tunisia) e dell'archeologo francese Alfred Merlin che ne era a capo, il quale il 21 giugno informò della scoperta, per mezzo di un telegramma, l'Académie des inscriptions et belles-lettres.
L'Académie finanziò, con il supporto dei governi francese e tunisino e della fondazione Piot, sei campagne di scavo archeologico subacqueo (1907, 1908, 1909, 1910, 1911 e 1913), i cui resoconti furono pubblicati sulla rivista dell'Académie, Comptes rendus des séances de l'Académie des inscriptions et belles-lettres. Le operazioni furono condotte con il supporto del Ministero della marina, che mise a disposizione una nave dalla squadra di stanza a Bizerta. Le operazioni si svolsero con difficoltà, sia per ritrovare il relitto in base alle notizie fornite, sia per la profondità a cui erano costretti a lavorare i palombari con le attrezzature tecniche disponibili all'epoca. Gli scavi permettono di recuperare gran parte dei materiali, ad eccezione dei fusti di colonna, troppo pesanti. Alfred Merlin si preoccupa inoltre di raccogliere i dati relativi ai resti della nave. Louis Poinssot redige una pianta della disposizione dei materiali in base alle informazioni fornite dai palombari.
Negli anni 1930 era stata realizzata una presentazione dei materiali recuperati dal relitto nelle sale del Museo del Bardo.
Gli scavi furono ripresi solo nel 1948 dall'archeologo Antoine Poidebard, dal capitano Philippe Tailliez e dall'oceanografo Jacques-Yves Cousteau del "Gruppo di ricerca sottomarina" della Marine nationale francese, con l'appoggio della Direzione delle antichità, guidata dall'archeologo Gilbert Charles-Picard. La nuova spedizione poté avvalersi di nuove attrezzature per immersioni. Nonostante la difficoltà nel ritrovare il sito sommerso, fu possibile recuperare una quarantina di fusti di colonna. Della spedizione fu prodotto il documentario Carnet de plongèe, di Jacques-Yves Cousteau e Marcel Ichac, che fu presentato all'edizione del 1951 del Festival di Cannes.
Nel 1953-1954 fu condotta una nuova spedizione, guidata dall'ingegnere Guy de Frondeville del servizio delle miniere presso la Direzione generale dei lavori pubblici, che permise di recuperare gli altri fusti di colonna che ingombravano ancora il ponte della nave, in modo da poter accedere alle zone ancora non esplorate del carico. Nonostante le difficoltà furono recuperati altri fusti di colonna, capitelli e un tratto di circa 26 m di lunghezza della chiglia della nave, divisa in tre parti e portata al Museo nazionale del Bardo, grazie alla quale fu possibile proporre una ricostruzione della nave. La chiglia della nave tuttavia si è danneggiata per essere stata collocata dopo il recupero nel cortile del Museo senza adeguata protezione.
Le sale del Museo del Bardo che ospitavano gli oggetti rinvenuti nel relitto vennero chiuse dal 1984 in seguito ad un principio di incendio. Una campagna di restauro venne iniziata nel 1987 grazie alla collaborazione del Rheinisches Landesmuseum Bonn.
Nel 1993 tunisini dell'l'Institut national du patrimoine e tedeschi del Rheinisches Landesmuseum Bonn e della Deutsche Gesellschaft zur Förderung der Unterwasserarchäologie collaborarono a due nuove campagne di scavo in maggio e in settembre, che hanno permesso di fotografare e rilevare il relitto e a rimontare dei campioni di legno con alcune parti dello scafo. I risultati del restauro e dei nuovi studi hanno permesso di esporre gli oggetti recuperati dal relitto in una grande mostra a Bonn (8 settembre 1994 - 29 gennaio 1995), dopo la quale sono ritornati al Museo del Bardo in un nuovo allestimento.

## Descrizione

### Carico

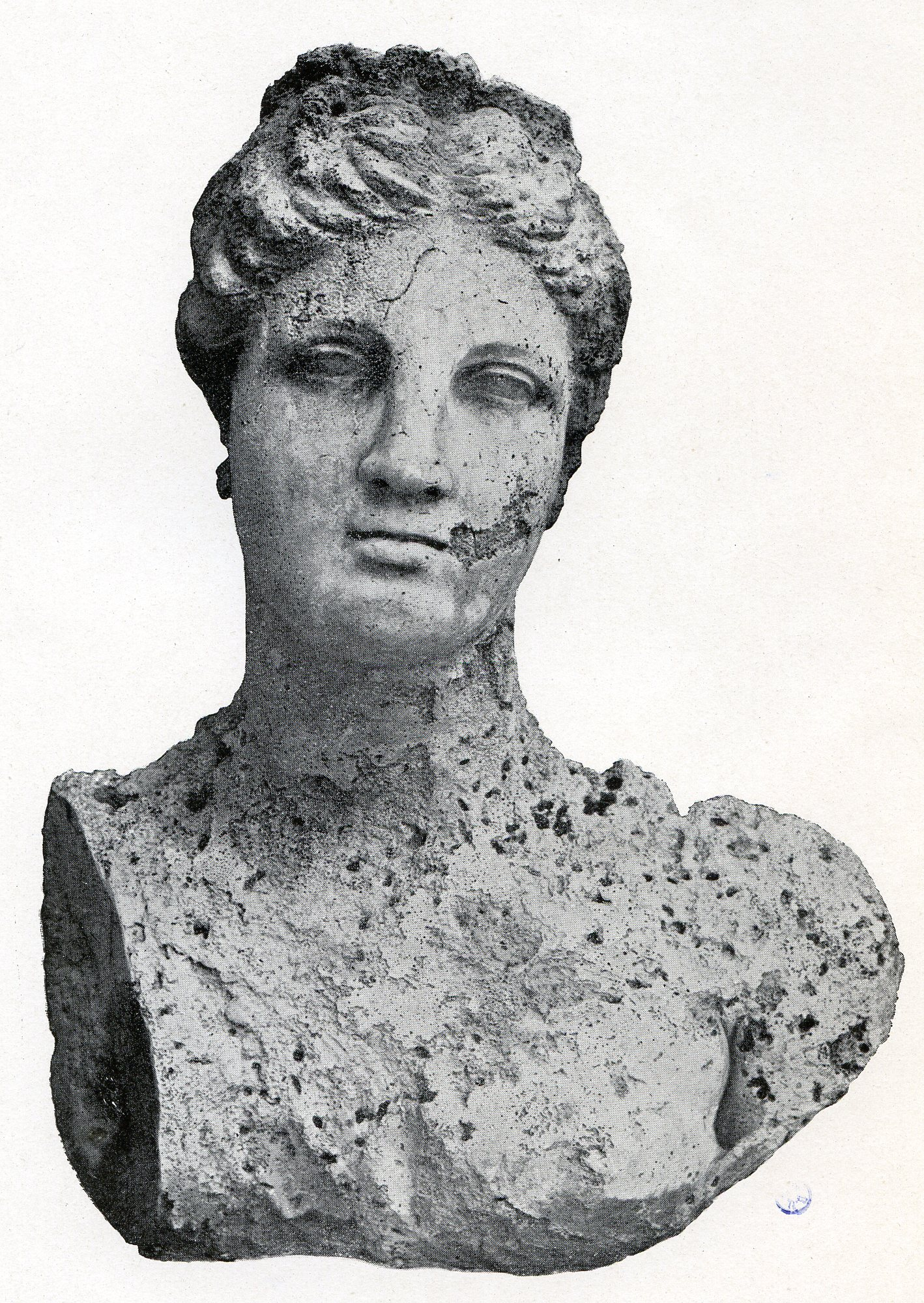
Busto di Afrodite dal carico del relitto di Mahdia

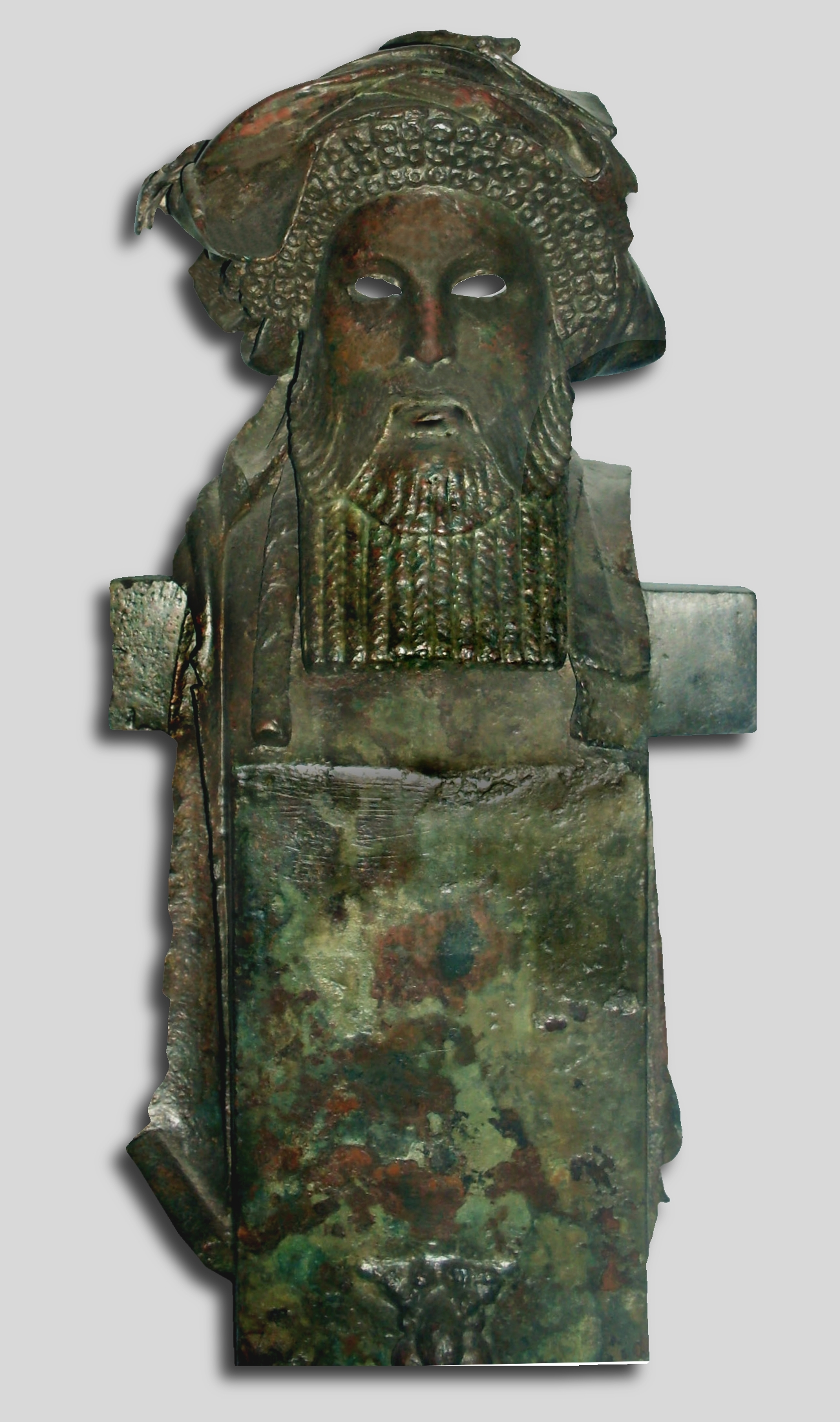
Erma di Dioniso in bronzo firmata dallo scultore Boeto di Calcedonia

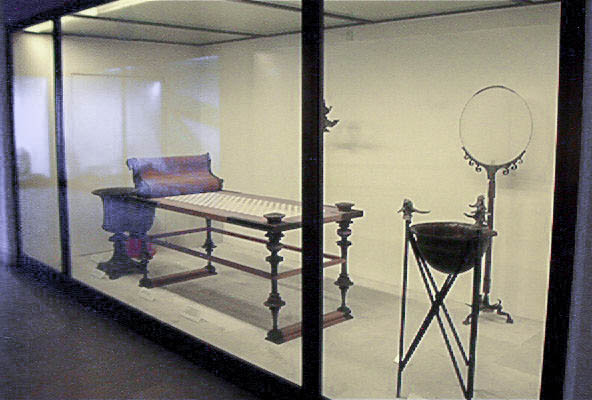
Letto, tripode e specchio dal relitto di Mahdia

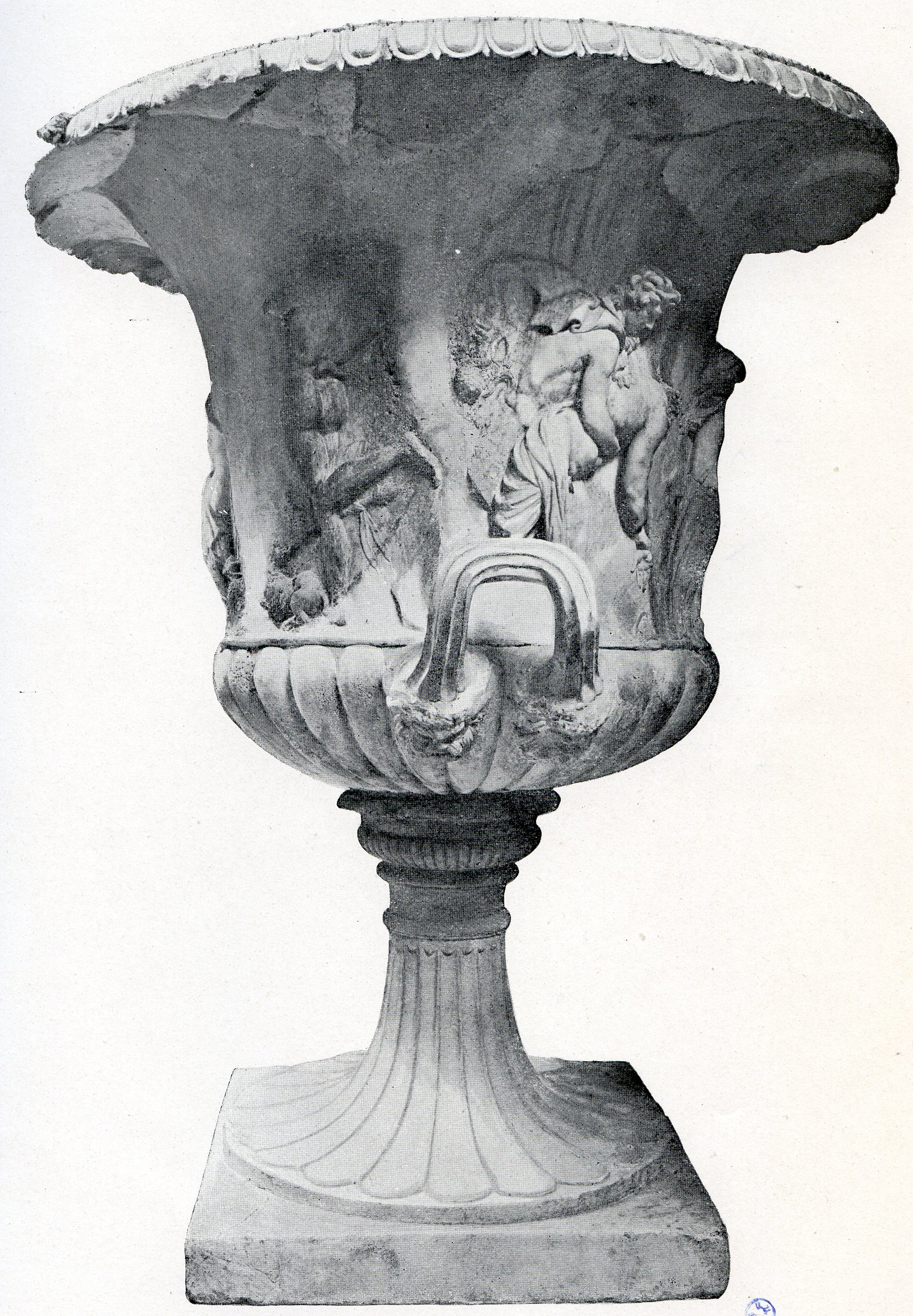
Cratere marmoreo dal relitto di Mahdia

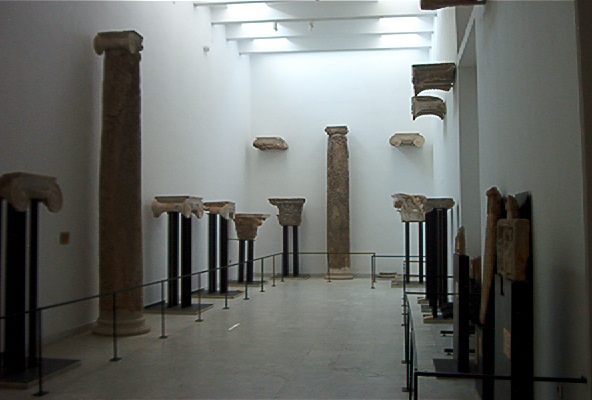
Elementi architettonici dal relitto di Mahdia esposti nel Museo del Bardo

Il carico comprendeva sia elementi architettonici provenienti da cava e destinati ad un edificio in costruzione, sia sculture in marmo, prevalentemente marmo pario, e in bronzo, elementi di arredo in marmo per giardini e mobili in legno rivestiti di bronzo. Le sculture sono di natura eclettica e alcune opere hanno traccia di usi precedenti.
Gli oggetti in marmo sono stati molto danneggiati dai datteri di mare nella parte che non era stata ricoperta dai sedimenti, mentre gli oggetti in bronzo, la cui superficie era protetta da un accumulo di concrezioni, erano in migliore stato di conservazione.

#### Sculture in marmo
Le sculture in marmo sono opera di officine neoattiche che hanno mescolato influssi di diversa provenienza, ed elementi tradizionali con caratteristiche più innovative. Alcune delle statue erano state realizzate dall'assemblaggio di diversi frammenti di marmo, sia per ragioni di economia, che per facilitare il trasporto. Alcune delle sculture non erano completamente finite.
Diversi frammenti che inizialmente erano stati considerati come parti di statue, sono in seguito stati riconosciuti come busti da inserire entro clipei o tondi, per la presenza di tenoni sul retro della testa e per la lavorazione della parte inferiore. Queste sculture erano destinate ad essere fissate sulle pareti di un santuario o di una casa privata. Uno di questi busti, doveva raffigurare Afrodite o Arianna e costituisce forse una copia da un originale in bronzo di scuola prassitelica, eseguita tra l'ultimo terzo del II secolo a.C. e la seconda metà del I secolo a.C.
Tra le altre sculture in marmo si possono citare una testa del dio Pan, appartenente ad un busto o a un'applique, un gruppo con i Niobidi, di cui si conservano le teste della madre e di due dei suoi figli, che forse reinterpretava con variazioni il gruppo degli Uffizi, una statua di Artemide cacciatrice, che trae ispirazione da un modello del IV secolo a.C. reinterpretato in forme ellenistiche. Quattro piccole statue di fanciulli seduti dovevano essere destinati, in coppie dalla posa contrapposta, alla decorazione di una fontana.

#### Sculture in bronzo
Le sculture in bronzo erano state realizzate con la tecnica a cera persa: in un'unica colata per le statuette più piccole e in pezzi separati poi riassemblati per le sculture di maggiori dimensioni. Per ottenere una particolare patina di colore nero simile allo smalto erano state utilizzate leghe particolari.
Un'erma con la testa di Dioniso in bronzo, datato al II secolo a.C. porta la firma del bronzista Boeto di Calcedonia, nome di diversi artisti discendenti probabilmente da quello ricordato da Plinio come autore del gruppo con il Fanciullo che strozza l'oca, noto da numerose repliche. La firma venne incisa sul modello in cera prima della colata. La testa raffinatamente arcaistica contrasta con la resa realistica della stoffa del copricapo. Nella parte bassa del pilastrino era stato collocato del piombo per rendere l'opera più stabile.
L'Agone o Eros è una scultura ricomposta da più frammenti che rappresenta un adolescente alato che sta collocandosi una corona sulla testa. È datato al 125 a.C. circa e proviene forse dalla medesima officina di Boeto di Calcedonia dell'erma di Dioniso.
Tra le altre sculture in bronzo si possono citare una statuetta di Eros citaredo, destinata ad essere appesa come ornamento, una statuetta di satiro in corsa, probabilmente creazione ellenistica databile all'ultimo quarto del II secolo a.C. e appartenente forse a una coppia in posa contrapposta, una statuetta di Hermes oratore con clamide e ali sulle caviglie, due statuette di Ermafrodito e di Eros androgino che potevano essere utilizzate come lampade ad olio e databili intorno al 100 a.C., due volti di Dioniso e Arianna, con occhi inseriti a parte in altri materiali, che dovevano ornare la prua di una nave o di una fontana, forse collocate in un luogo di culto del Pireo e datata al 120 a.C. circa.
Facevano parte del carico della nave anche delle statuette burlesche raffiguranti nani, un buffone e due danzatrici, alte tra i 30 e i 32 cm., e numerose piccole sculture in bronzo appartenenti alla decorazione di mobili o oggetti di arredo (attori, Eros, levrieri accucciati, busto di Nike e busto di Atena con elmo, e ancora pantere, grifoni, maschere teatrali, satiri, protomi di animali).

#### Mobili
Sono stati ricostruiti mobili con armatura in bronzo reinserendo gli elementi in legno scomparsi: sulla nave erano presenti circa 20 letti tricliniari, probabilmente realizzati a Delo, con cifre greche incise come indicazioni all'interno dei pezzi da montare. La nave trasportava anche treppiedi e bracieri, uno dei quali con piedi dotati di ruote, specchi e lampade.
La nave trasportava anche candelabri in bronzo, rinvenuti in frammenti, che permettono di ricostruire la presenza di almeno cinque esemplari, destinati a sorreggere lampade. Sono probabilmente databili alla fine del II secolo a.C.
Sono stati individuati inoltre cinque candelabri marmorei con fusti scanalati, alti circa 2 m., composti da frammenti in tre diverse qualità di marmo. Erano costituiti da una base triangolare con protomi di grifone agli angoli, un fusto a quattro sezioni e una coppa superiore sul quale era collocato un bruciaprofumi. Erano destinati ad essere dipinti con colori e dorature. Provengono da un'officina ateniese che produceva questi elementi di arredo in serie, tra la fine del II e gli inizi del I secolo a.C.
Una serie di altri elementi di arredo erano forse destinati alla decorazione di un giardino, ricostruito nel Museo nazionale del Bardo: tre crateri monumentali in marmo, decorati con un tiaso donisiaco e molto simili al vaso Borghese del Museo del Louvre, hanno potuto essere ricostruiti, ma la nave ne trasportava dodici esemplari. Sono stati datati tra gli inizi del I secolo a.C.
Sono anche stati rinvenuti diversi frammenti in osso che rivestivano un cofanetto.

#### Elementi architettonici
Tra gli elementi architettonici sono stati rinvenuti circa 70 fusti di colonna monolitici in marmo. Non erano state ancora scanalate e i fusti, di altezze diverse, sono solo sbozzati e dovevano essere rifiniti sul luogo di impiego. I fusti erano disposti nella stiva della nave su sette file diseguali, per una lunghezza di circa 24 m. La maggior parte dei fusti è stata lasciata nel relitto, due sono conservati nel Museo di Mahdia e alcuni altri sono esposti nel Museo nazionale del Bardo.
Insieme ai fusti il carico comprendeva inoltre numerosi capitelli, sia dorici, sia ionici sia figurati con teste di grifoni, di produzione attica ad opera di due gruppi di artigiani e di misure maggiori di quelle di solito impiegate per questo tipo. Tutti i capitelli sono databili tra il 150 e il 50 a.C. Sono anche state rinvenute basi di tipo attico e alcuni elementi di cornici.

#### Iscrizioni
Nel carico erano comprese quattro grandi lastre di marmo con iscrizioni della seconda metà IV secolo a.C.. Due iscrizioni sono decreti che erano collocati nel santuario del Paralion al Pireo, una delle quali anteriore al 322-321 a.C., un'altra riguarda dei doni offerti al dio Ammone dagli Ateniesi e un quarto è un'iscrizione funebre di un personaggio di un demo ateniese. Alla stessa serie appartengono anche dei piccoli rilievi votivi che raffigurano divinità, uno dei quali precisamente datato da un'iscrizione al 363-362 a.C.

### Nave

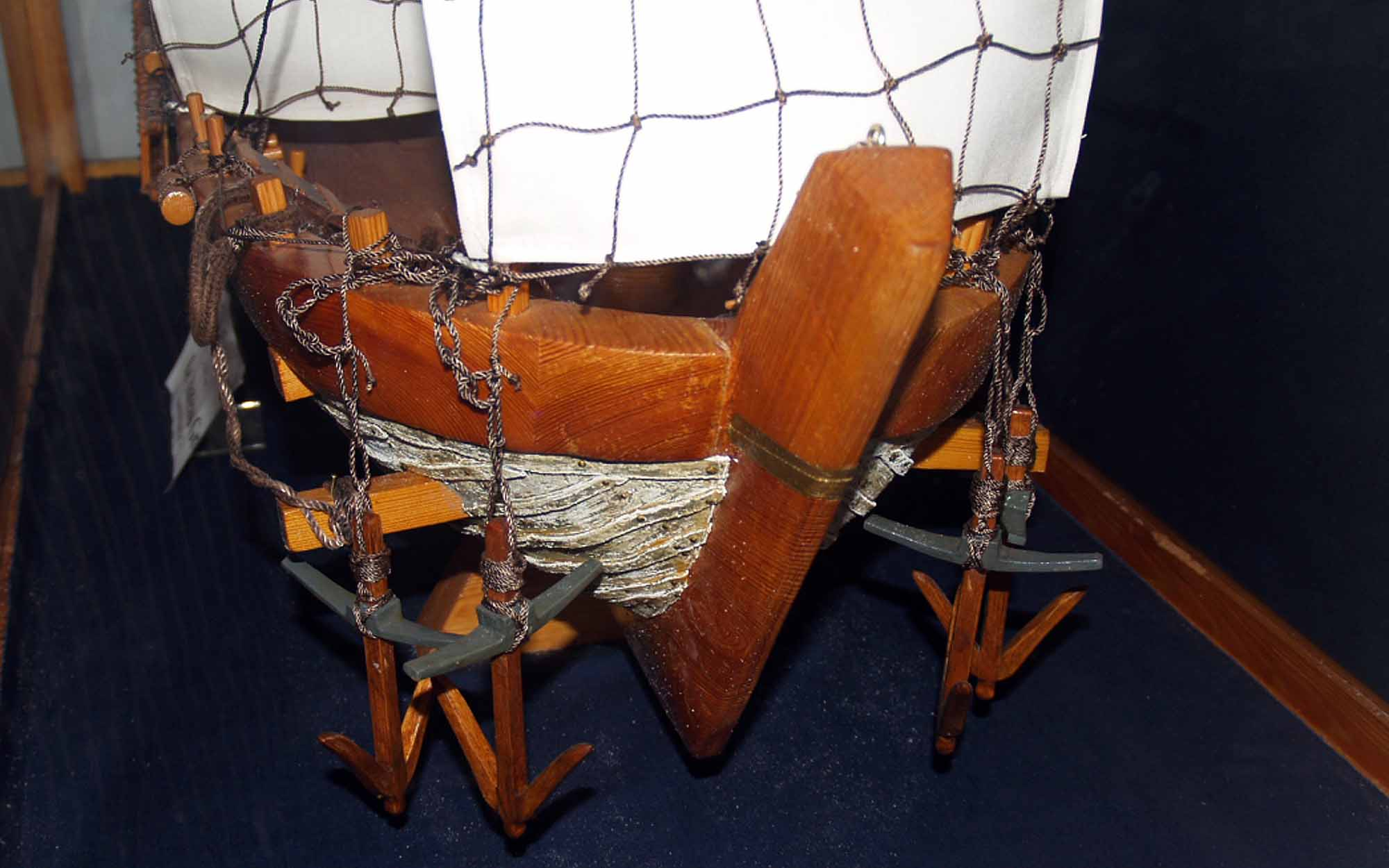
La prua della nave (modellino ricostruito) nel Museo del Bardo

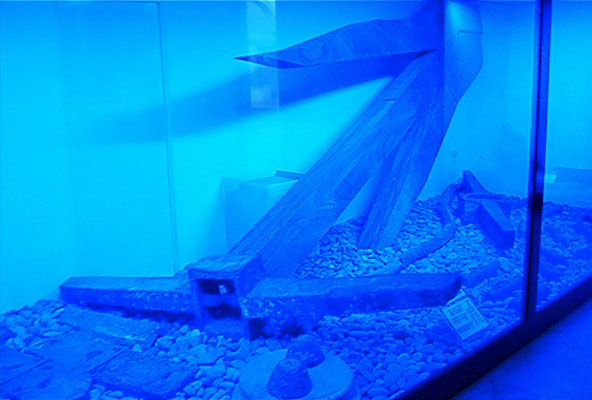
Una delle ancore della nave esposta nel Museo del Bardo

La nave naufragata era costruita in legno di olmo e aveva una lunghezza di 40,6 m per una larghezza di 13,8 m. Il suo carico al momento dell'affondamento era di circa 200 tonnellate.
Il ponte della nave aveva circa 20 cm di spessore; ponte e scafo erano ricoperti di piombo e il fasciame era fissato con un gran numero di chiodi in bronzo. La stiva era suddivisa in più compartimenti da divisori verticali, i cui resti furono visti al momento delle prime campagne di scavo del 1907-1913.
La nave trasportava una pompa di sentina e cinque grandi ancore per un peso totale di 13 tonnellate, rinvenute in corrispondenza della prua, del tipo in uso nella metà del I secolo a.C..
Era dotata inoltre di due catapulte e di una Balestra (arma), che potevano tuttavia essere anche trasportate per reimpiegarne il metallo. Delle pietre grezze e frammenti di ceramica erano state caricate come zavorra e questa funzione potevano avere anche delle macine. La nave trasportava anche lingotti di piombo proveniente dalla Spagna
Il carico comprendeva delle anfore, di origine punica o iberica o italiche del secondo o terzo decennio del I secolo a.C. per i vettovagliamenti, alcune chiuse da sigilli in piombo, e della ceramica d'uso, tra cui ceramica a vernice nera. Delle ossa di animali hanno permesso di ipotizzare che la carne fresca per l'equipaggio fosse assicurata da animali vivi.
Dopo il naufragio lo scafo si è aperto per il peso dei fusti di colonna e il carico della stiva si è disteso, venendo in parte coperto dai sedimenti del piano di marea.
L'allestimento del Museo nazionale del Bardo ospita un modellino della nave ricostruita.

## Datazione e interpretazioni
Nel 1909 il naufragio era stato datato da parte degli scopritori dopo la fine del II secolo a.C., sulla base principalmente del rinvenimento di una lucerna di un tipo prodotto solo in quest'epoca, nella quale si conservava ancora lo stoppino carbonizzato.
Secondo l'ipotesi maggiormente accettata il naufragio sarebbe avvenuto tra l'80 e il 70 a.C.. Le opere d'arte trasportate sarebbero state realizzate tra il 150 e il cambio d'era.
La nave proveniva certamente dall'Attica e la sua destinazione doveva essere probabilmente l'elite senatoria romana: non è chiaro se si trattasse di un insieme di oggetti di varia provenienza da rivendere sul mercato, oppure degli oggetti acquistati da un unico per uno scopo preciso. In quest'epoca l'aristocrazia romana raccoglieva avidamente opere d'arte e di alto artigianato provenienti dalla Grecia, utilizzate per ornare gli edifici pubblici come manifestazione della propria potenza e ricchezza, o destinate a decorare giardini e spazi privati.
È stato ipotizzato che la nave potesse essere stata una di quelle che trasportavano a Roma il bottino saccheggiato da Silla dopo la presa di Atene dell'86 a.C.. La nave avrebbe deviato dalla propria rotta a seguito di una tempesta, che ne avrebbe causato inoltre l'affondamento, anche a causa delle difficoltà di manovra dovute al grande peso trasportato.

### Documentari
- Carnets de plongée, documentario di Jacques-Yves Cousteau e Marcel Ichac, 1948
- Le trésor de Mahdia. 2000 ans sous la mer, documentario di Marie-Chantal Aiello e Abderraek Hammami, 13 Production, Marseille, 1994 (24 minutes)
- Pêcheurs de trésors, documentario di Kay Siering et Marc Brasse, Spiegel, TV Media, Hambourg, 2009 (52 minutes)